# John Marshall Gorham
John Marshall Gorham (* 25. November 1853 in Tonbridge, Kent; † 12. Januar 1929 in Cranbrook, Kent) war ein britischer Motorbootfahrer.
Bei den Olympischen Spielen 1908 in London nahm Gorham mit seinem Boot, der Quicksilver, an den Motorboot-Wettbewerben in der B-Klasse über 40 Seemeilen teil. In dieser Klasse durften nur Motorboote mit maximal 20 Meter Länge starten. Das Konkurrenzboot, die Gyrinus von Thomas Thornycroft, Bernard Redwood und John Field-Richards, sah zunächst gleichwertig aus, doch nach zwei Runden konnte es sich absetzen. Nachdem in die Quicksilver auch Wasser gelaufen war, gab Gorham nach zwei Runden auf. Herman de Wael zufolge war Gorhams Ehefrau Sophia Gorham ebenfalls Besatzungsmitglied.
In den anderen Bootsklassen ging die Quicksilver nicht an den Start. Nach 1908 wurde Motorboot nie wieder olympisch.